# Фильмы российских дистрибьюторов
Фильмы, выпущенные российскими дистрибьюторами — легитимно изданные кинофильмы и иные аудиовизуальные программы на различных носителях (видеокассетах, Video CD, дисках DVD-5 зона, Blu-ray Диски включая 3D и Ultra-HD Blu-ray) по лицензионному соглашению правообладателем, и получившие соответствующие прокатные удостоверения от Госкино (впоследствии — Минкультуры и Роскультуры).

## Первые шаги российского лицензионного рынка
В конце 80-х — начале 90-х годов прошлого века были предприняты попытки создать систему лицензионного видео (ВПТО «Видеофильм»), а в начале 90-х годов году компания «Варус-Видео» (с пакетами фильмов от «Warner Bros.») стала участником российского дистрибьюторского видеорынка. Но мощный вал сравнительно дешёвой неавторизованной продукции и ценовая политика первых дистрибьюторов не позволила выдерживать конкуренцию с контрафактной продукцией.
По мере развития российского законодательства в сфере защиты авторских прав и интеллектуальной собственности, административных мер борьбы с контрафактной продукцией, а также с появлением экономических предпосылок (рост инвестиций в сферу легального видео) стало возможным бурное развитие рынка лицензионного видео и насыщение легитимной и качественной продукции для потребления российскими зрителями к середине 90-х годов.
В декабре 1994 года было объявлено о выпуске массовым тиражом первых пакетов фильмов на лицензионном видео в рамках совместного проекта компаний «West Video» и «Екатеринбург Арт Хоум Видео». В числе первых лицензионных фильмов были такие, как «Солдаты фортуны» (Men of War), «Нулевой допуск» (Zero Tolerance), «Убийство по заказу» (Hit List) и «Острые ощущения» (Sensation). Были выбраны новейшие фильмы с популярными актёрами в жанре боевика Дольф Лундгрен, Роберт Патрик, Джефф Фейхи, Эрик Робертс и, естественно, ещё не попавшие к тому времени на нелегальный рынок, по сопоставимым ценам, сложившихся на российском рынке. Сильным психологическим ударом по пиратам был мощный вброс лицензионки на Горбушку и проведение системы контрафакционных рейдов по Горбушке.
В 1995 году помимо упомянутых дистрибьюторов, в числе пионеров легального видеорынка вышли «Viking Video», «Викомп-видео» (с французскими лентами совместно с «НТВ-Профит»), «Studio 2» (запомнившаяся боевиками и эротическими триллерами). Совместно с 1995 года начинали работать компании, работающие под торговыми марками: «Союз-Видео» и «ВидеоСервис» (с пакетами фильмов от «Walt Disney Pictures» и «Sony Pictures Entertainment»). Мощный вброс сделали компании «Лазер-Видео», впоследствии переименованная в «Лазер Видео Интернешнл» и «Премьер Видео Фильм». Отечественное кино предлагалось компанией «Крупный план» и «Видеовосток».
Значительную поддержку лицензионному видео оказали тогда как новые еженедельные информационные издания: «Видеомагазин» (с 1995 года по настоящее время), «Видеопульс» (1994—1997 годы, вышло 74 номера), так и общероссийские массовые ежедневные газеты: «Коммерсантъ», «Известия», «Сегодня», ежемесячные журналы: «Премьер» и «Кинопарк», «Видео-News». С 1996 года по 2002 год издавалось ежеквартальное приложение «Видеомагазина» (а затем — раз в полугодие) «Каталог продукции российских дистрибьюторов».
Первый хит-парад лицензионного видео появился на страницах приложения к газете «Вечерний клуб» «Джокер» осенью 1995 года. Затем подобные чарты появились в рубрике «Видеосреда» (газета «Московская правда»), «Кинонеделя Москвы и Подмосковья» Среди информационных изданий важную роль играло периодическое издание «Видеогид» (вышло 14 номеров этого издания).
Начиная с 1996 года лицензионный рынок бурно развивается: к концу года действовало более 40 дистрибьюторских компаний, рост числа лицензионных наименований на видеорынке за год достиг 500 процентов!
В 1997-м и первой половине 1998 года стала массовым явлением острая конкуренция за право приобрести новые, ещё не завершённые в производстве ленты с участием звезд американского кино. Число аккредитованных участников международных кинорынков (в Канне, Санта-Монике, Берлине и других) от России, бывшее в 1990—1995 годах уделом незначительного числа профессионалов от телекомпаний и 2-3 крупнейших видеодистриьюторов, в 1997-м и начале 1998 года удивляло даже видавших виды зарубежных прокатчиков.
Появились дистрибьюторские структуры, занимающие ниши некоммерческого кино: российские фильмы и фильмы стран СНГ и Балтии выпускались компаниями «Энио Фильм» и «Варт-Видео», а на Украине также выпускались фильмы от компании «Интер-Фильм» (с пакетами фильмами студии Columbia TriStar, Warner Bros. и Централ Партнершип, позже к фильмам Paramount Pictures, Universal Pictures и DreamWorks) и «Премьер Мультимедиа Украина», образовательное видео и документалистика — студией «Кварт», к которой позже присоединилась компания «Тен-Видео». Обзавелись дистрибьюторским структурами и крупнейшие киностудии «Ленфильм» (Студия 48 часов, а затем — «Ленфильм-видео»), «Мосфильм» («Крупный план»), Киностудия имени М. Горького («Дом-Видео»). Появились подразделения на крупнейших телевизионных каналах: «ОРТ-Видео», «НТВ-Профит», имевших большую фильмотеку европейского кино.

## Видео и DVD в России в нулевые годы
Дефолт 1998 года нанёс серьёзный удар по развитию лицензионного видео, сократив в пять раз число фирм, работающих на рынке дистрибуции видеокассет. Ежегодное число наименований, вышедших в 1999 году, сократилось по сравнению с предыдущим годом почти в три раза. С 2000 года с момента появления видеопрокатов в стране меняется и система дистрибуции, становясь с одной стороны либеральнее для прокатов, с другой стороны все более насыщаясь информационными и маркетинговыми структурами.
Активно продвигаются структуры крупных голливудских и иных зарубежных дистрибьютерских компаний: созданы и активно продвигаются российские отделения этих транснациональных структур «Universal Pictures Russia», «Двадцатый век Фокс СНГ», «Гемини Фильм Интернэшнл» и др.
По мере развития новейших технологий меняется и структура носителей: с 1998 года — активно выходят на рынок Video-CD, а с 2000 года DVD диски с лицензионными фильмами. В справочном ежегоднике 2002 года «Видеоспутник–2002» насчитывалось более 13 тысяч наименований видеокассет, имевшихся в продаже или видеопрокатах, более 1100 наименований DVD дисков (5 зона), а на Video-CD за все годы было всего издано около 460 наименований фильмов и аудиовизуальных программ (без языковых пособий). В начале 2007 года структура носителей кардинально поменялась: в каталогах лицензионных дисков DVD (5 зона), выпущенных в за три последние года (имеющихся в продаже и прокатах) насчитывается более 6 тысяч фильмов, релизы видеокассет как носителей остаётся только в секторе неигрового кино (образовательного и документального видео). Продолжение диверсификации носителей будут неизбежны и по мере развития инфраструктуры форматов HDDVD и Blu-Ray.
Общее же число наименований выпущенных лицензионных фильмов на всех типах носителей за все годы развития видеорынка в России по оценочным данным составляет более 20 тысяч наименований.